# David Douillet
David Douillet (ur. 17 lutego 1969 w Rouen) – francuski judoka i polityk, trzykrotny medalista olimpijski, parlamentarzysta, od 2011 do 2012 minister sportu.

## Życiorys

### Kariera sportowa
Mierzący 196 cm wzrostu i ważący w trakcie kariery sportowej 125 kg sportowiec startował w najcięższej kategorii i zdominował ją w latach 90. Pierwszy (brązowy) medal olimpijski wywalczył w 1992 w Barcelonie. Podczas dwóch następnych letnich igrzysk olimpijskich w Atlancie i Sydney zdobywał w najcięższej kategorii wagowej złoto. Czterokrotnie zostawał mistrzem świata, był także czterokrotnym medalistą mistrzostw Europy.

### Działalność zawodowa i polityczna
Po zakończeniu kariery sportowej zajął się działalnością gospodarczą i społeczną.
W marcu 2009 wszedł w skład władz krajowych Unii na rzecz Ruchu Ludowego (przekształconej następnie w Republikanów); objął funkcję sekretarza UMP ds. sportu. W październiku tego samego roku z ramienia UMP wystartował w wyborach uzupełniających do Zgromadzenia Narodowego w jednym z okręgów departamentu Yvelines, uzyskując w drugiej turze mandat deputowanego XIII kadencji. W 2011 François Fillon powierzył mu stanowisko sekretarza stanu ds. Francuzów poza granicami kraju. 26 września 2011 objął stanowisko ministra sportu. Pełnił tę funkcję do 15 maja 2012. W wyborach parlamentarnych w tym samym roku uzyskał poselską reelekcję.
W 2010 i 2015 był wybierany na radnego regionu Île-de-France.

## Osiągnięcia sportowe
Letnie Igrzyska Olimpijskie
- Barcelona 1992 – brąz (kategoria +95 kg)
- Atlanta 1996 – złoto (kategoria +95 kg)
- Sydney 2000 – złoto (kategoria +100 kg)

Mistrzostwa świata w judo
- Hamilton 1993 – złoto (kategoria +95 kg)
- Chiba 1995 – złoto (kategoria +95 kg), złoto (kategoria open)
- Paryż 1997 – złoto (kategoria +95 kg)

Mistrzostwa Europy w judo
- Praga 1991 – brąz (kategoria +95 kg)
- Paryż 1992 – brąz (kategoria +95 kg)
- Ateny 1993 – srebro (kategoria +95 kg)
- Gdańsk 1994 – złoto (kategoria +95 kg)